# 小行星5123
小行星5123（英語：5123）是一顆圍繞太陽公轉的小行星。1989年1月28日，大島良明在靜岡縣發現了此天體。
這顆小行星的絕對星等為32.07613594729552等。